# Provincies van België
De Belgische provincies vormen het bestuurlijke niveau tussen de gemeenten enerzijds en de regionale en federale overheid anderzijds. België heeft tien provincies die elk hun eigen volksvertegenwoordiging en bestuur hebben. Sinds de laatste staatshervormingen behoren de provincies tot de bevoegdheden van de gewesten. Het Vlaams Gewest en het Waals Gewest tellen elk vijf provincies. Het derde Belgische gewest, het Brussels Hoofdstedelijk Gewest, maakt van geen enkele provincie deel uit en is zelf evenmin onderverdeeld in provincies.

## Geschiedenis

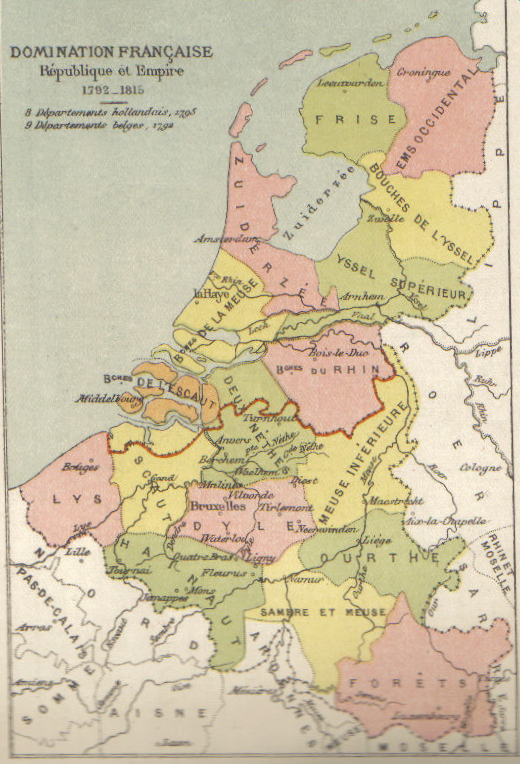
Departementen in de Lage Landen

De eerste voorlopers van de Belgische provincies kwamen grofweg tot stand in de Bourgondische tijd en maakten deel uit van het gebied dat bekendstaat als de Zeventien Provinciën en het Prinsbisdom Luik. Met uitzondering van het prinsbisdom maakten daar sinds de 15e eeuw op het grondgebied van het huidige België de graafschappen Vlaanderen, Namen en Henegouwen en de hertogdommen Brabant, Limburg en Luxemburg deel van uit. Bepaalde instellingen zoals de Statenvergadering bestonden al eerder, in Vlaanderen sinds de 12e eeuw.
De huidige indeling van de Belgische provincies volgt in grote lijnen de grenzen van de kreitsen of cercles uitgetekend door keizer Jozef II in 1787. Dit waren negen bestuurlijke eenheden bestuurd door een intendant die benoemd werd door de centrale regering. Elke kreits groepeerde de vorstendommen, heerlijkheden en religieuze entiteiten in negen min of meer even grote territoriale omschrijvingen, allen op dezelfde manier gestructureerd. Het centraal gezag werd uitgeoefend vanuit de hoofdstad Brussel. De oude namen van de gewesten verdwenen en werden vervangen door die van de hoofdplaatsen (Antwerpen, Bergen, Brugge, Brussel, Doornik, Gent, Luxemburg, Namen en Limburg). Onmiddellijk rees er verzet. De Brabantse Omwenteling fnuikte de hervorming definitief.
Ze werd opnieuw opgepikt door de Franse revolutionairen, die na de verovering van de Oostenrijkse Nederlanden en het Prinsbisdom Luik in 1794 op het grondgebied van het huidige België de Verenigde Departementen inrichtten. Ze werden bestuurd door een regeringscommissaris of een prefect, de benaming die vanaf 1800 werd gebruikt. Het bestuur bestond verder uit een conseil de préfecture die bestond uit een vijftal personen die voor 5 jaar werden verkozen. Daarnaast vergaderde de conseil de département eenmaal per jaar.

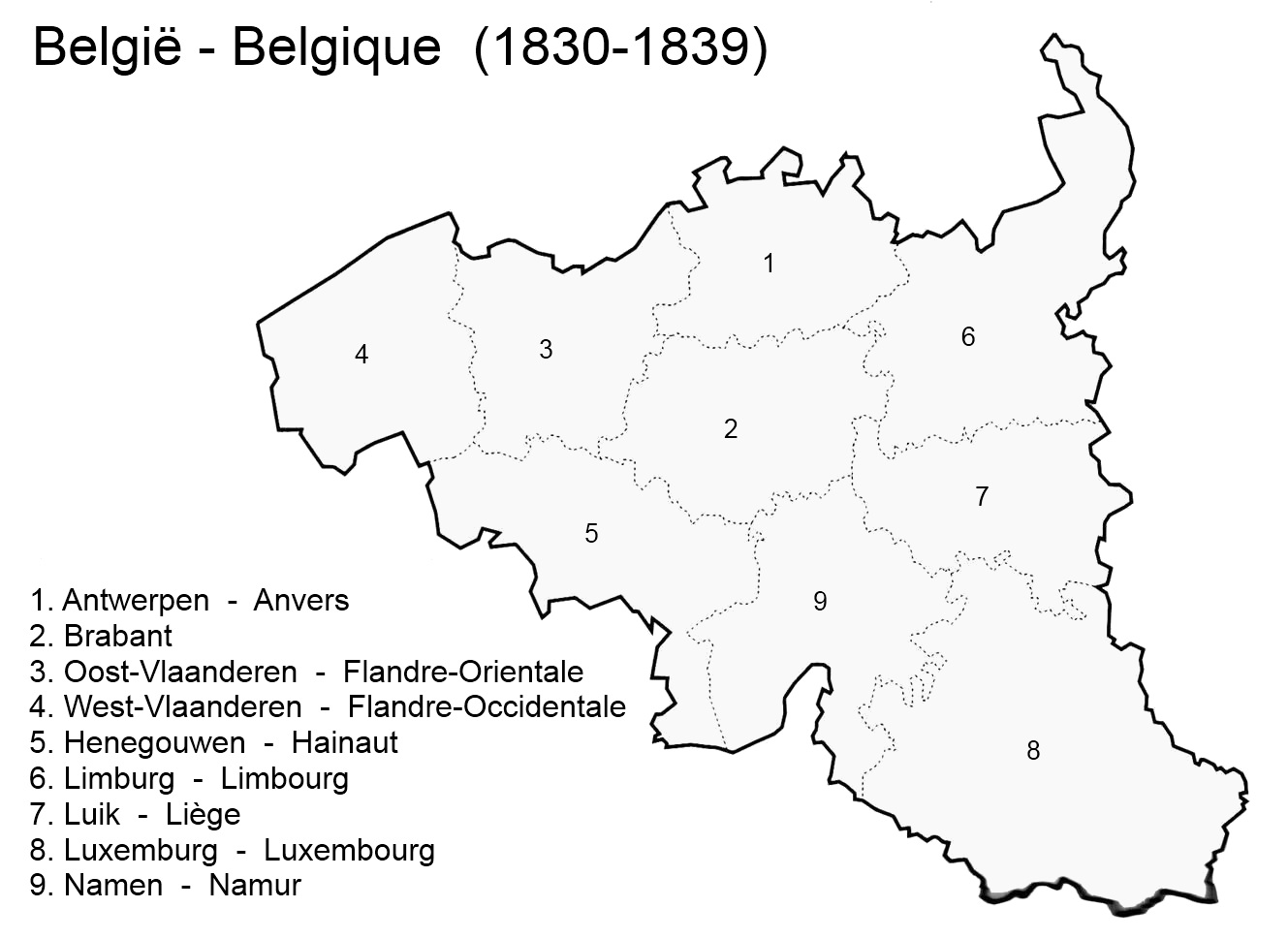
Situatie direct na onafhankelijkheid (1830)

Bij de hereniging met Nederland in 1815 werd de indeling grotendeels overgenomen. Er werden zeventien provincies ingericht met aan het hoofd de gouverneur. De gouverneur zat de Gedeputeerde Staten voor, die instond voor het dagelijkse bestuur van de provincie, en ook de Provinciale Staten, bevoegd voor materies als belastingen, toezicht op ondergeschikte besturen, enz. De Belgische Grondwet bevestigde in 1831 de provincies en in 1836 richtte men met de Provinciewet de Provincieraden in. België claimde aanvankelijk de gehele provincies Limburg en Luxemburg, maar na het akkoord met Nederland in 1839 werden beide provincies verdeeld: Limburg in een Belgisch en een Nederlands deel, Luxemburg in een Belgisch en een onafhankelijk deel.
Met de vierde staatshervorming werd de provincie Brabant vanaf 1 januari 1995 opgesplitst in drie delen: Vlaams-Brabant, Waals-Brabant en het hoofdstedelijk gebied van 19 gemeenten, het Brussels Hoofdstedelijk Gewest. Hierdoor werd het aantal provincies van negen naar tien gebracht. De vijfde staatshervorming droeg vrijwel de hele bevoegdheid over de organisatie en inrichting van de provincies over naar de Gewesten, behalve de afspraken die in de zogenaamde Pacificatiewet van 1988 werden vastgelegd om de taalminderheden te beschermen. In Vlaanderen volgde daarop het Provinciedecreet dat op 29 december 2005 in het Belgisch Staatsblad verscheen.

## Overzicht
| Provincie                      | Provincie-hoofdstad | Gewest                         | Gewest-hoofdstad    | Inwoners 2024 | Opp. km² | inw./km² | Welvaarts index (2021) | Gouverneur                   | Coalitie              |
| ------------------------------ | ------------------- | ------------------------------ | ------------------- | ------------- | -------- | -------- | ---------------------- | ---------------------------- | --------------------- |
| Antwerpen                      | Antwerpen           | Vlaams Gewest                  | Brussel (Bruxelles) | 1.926.522     | 2.867    | 672      | 104,5                  | Cathy Berx (CD&V)            | N-VA, CD&V            |
| Limburg                        | Hasselt             | Vlaams Gewest                  | Brussel (Bruxelles) | 900.098       | 2.422    | 372      | 101,4                  | Jos Lantmeeters (N-VA)       | CD&V, N-VA, Open Vld  |
| Oost-Vlaanderen                | Gent                | Vlaams Gewest                  | Brussel (Bruxelles) | 1.572.002     | 2.982    | 527      | 108,4                  | Carina Van Cauter (Open Vld) | CD&V, Open Vld, Groen |
| Vlaams-Brabant                 | Leuven              | Vlaams Gewest                  | Brussel (Bruxelles) | 1.196.773     | 2.106    | 568      | 115,6                  | Jan Spooren (N-VA)           | N-VA, Open Vld, CD&V  |
| West-Vlaanderen                | Brugge              | Vlaams Gewest                  | Brussel (Bruxelles) | 1.226.375     | 3.144    | 390      | 104,8                  | Carl Decaluwé (CD&V)         | CD&V, sp.a, Open Vld  |
| Henegouwen (Hainaut)           | Bergen (Mons)       | Waals Gewest (Région wallonne) | Namen (Namur)       | 1.360.074     | 3.786    | 357      | 87,0                   | Tommy Leclercq (PS)          | PS, MR                |
| Luik (Liège/Lüttich)           | Luik (Liège)        | Waals Gewest (Région wallonne) | Namen (Namur)       | 1.119.038     | 3.862    | 290      | 92,9                   | Hervé Jamar (MR)             | PS, MR                |
| Luxemburg (Luxembourg)         | Aarlen (Arlon)      | Waals Gewest (Région wallonne) | Namen (Namur)       | 295.146       | 4.505    | 66       | 98,3                   | Olivier Schmitz (cdH)        | cdH, PS               |
| Namen (Namur)                  | Namen (Namur)       | Waals Gewest (Région wallonne) | Namen (Namur)       | 503.895       | 3666     | 137      | 97,6                   | Denis Mathen (MR)            | MR, cdH, DéFI         |
| Waals-Brabant (Brabant Wallon) | Waver (Wavre)       | Waals Gewest (Région wallonne) | Namen (Namur)       | 414.130       | 1.091    | 380      | 115,6                  | Gilles Mahieu (PS)           | MR, PS                |

(Tussen haakjes staat de Franse naam. Bij de provincie Luik ook de Duitse naam omdat in het oostelijk deel van deze provincie deze taal wordt gesproken.)

## Opdrachten
De provincie is de overheid tussen het federale en regionale niveau enerzijds en de gemeenten anderzijds. De opdrachten zijn in de Grondwet slechts vaag omschreven als het regelen van de provinciale belangen en ook de provinciewet van 1836 omschreef de bevoegdheid in die termen. In het Vlaamse provinciedecreet blijft de omschrijving zeer ruim: de provincies beogen bij te dragen tot het welzijn van de burgers en de duurzame ontwikkeling van het provinciaal gebied.
Dit betekent dat de provincies ook op een zeer breed terrein taken uitvoeren. In het algemeen kunnen ze samengevat worden, zoals in het Vlaamse provinciedecreet wordt gedaan:
- Aangelegenheden die het lokale gemeentelijke belang overstijgen, voor zover ze streekgericht blijven en gericht op realisaties binnen de grenzen van het grondgebied van de provincie.
- Ondersteunende taken op verzoek van de lokale overheden.
- Initiatieven nemen met het oog op gebiedsgerichte samenwerking.
- Zogenaamde medebewindstaken: dit zijn taken die hen door de hogere overheden via een wet of decreet worden toevertrouwd.

Vanaf 2018 zullen de provincies echter niet langer persoonsgebonden bevoegdheden zoals sport, jeugd, welzijn, of cultuur mogen uitoefenen. Als gevolg hiervan wordt het aantal provincieraadsleden en gedeputeerden verminderd vanaf de provinciale verkiezingen 2018.

## Organisatie

### Structureel
De provincies bestaan uit diverse arrondissementen.
Op grond van art. 5, derde lid, van de Grondwet kunnen bij bijzondere meerderheidswet bepaalde gebieden, waarvan die wet de grenzen vaststelt, aan de indeling in provincies onttrokken worden. De bijzondere wet kan ze onder het rechtstreekse gezag plaatsen van de federale uitvoerende macht en een eigen statuut toekennen. Van deze mogelijkheid, die ingevoerd werd om eventueel een oplossing te bieden voor de Voerencarrousel, wordt tot op vandaag geen gebruik gemaakt. Al zou Brussel als voorbeeld kunnen dienen aangezien dat sinds 1995 aan de indeling in provincies is onttrokken. Ook de Duitstalige Gemeenschap oppert deze mogelijkheid vaak, aangezien deze graag los zou komen van de provincie Luik.
Zoals eerder gezegd, volgen de huidige provinciegrenzen de grenzen van de departementen van de Nederlanden uit de Franse periode, met de belangrijke uitzondering van de provincie Brabant die ten tijde van de vierde staatshervorming met ingang van 1 januari 1995 werd opgesplitst in Vlaams-Brabant, Waals-Brabant en het Brusselse Hoofdstedelijke Gewest.
Het Vlaamse en het Waalse Gewest zijn bevoegd voor het wijzigen of corrigeren van de grenzen van de provincies en van de gemeenten, met uitzondering van de grenzen van de gemeenten genoemd in artikel 7 van de wetten op het gebruik van de talen in bestuurszaken, gecoördineerd op 18 juli 1966, en van de gemeenten Komen-Waasten en Voeren (art. 6, § 1, VI, 8°, BWHI). Deze grenswijzigingen kunnen enkel binnen hetzelfde gewest plaatsvinden, en dus niet de verandering van de gewestgrens tot gevolg hebben. Sedert de overdracht van de organieke wetgeving over de lokale besturen hebben de gewesten van deze mogelijkheid nog geen gebruik gemaakt. Art. 260 van het Provinciedecreet voorziet dat de provincieraad over deze grenswijzigingen zijn advies dient te geven.
Abstractie gemaakt van de wijzigingen aan het grondgebied van de provincies die het gevolg waren van de wijziging van de Rijksgrens van België en van de splitsing van de provincie Brabant, vonden de volgende wijzigingen van de provinciegrenzen plaats, voor een groot deel ten gevolge van de vastlegging van de taalgrens (die ook een aantal gemeenten uit de toenmalige administratieve arrondissementen Brussel en Leuven deed overgaan naar het arrondissement Nijvel en op die manier een invloed had op de latere provinciegrens tussen Vlaams-Brabant en Waals-Brabant) of van de fusieoperatie van 1977:
- 19 maart 1923: Burcht en Zwijndrecht, met inbegrip van de Borgerweertpolder en de Sint-Annaparochie die sedertdien als Linkeroever deel uitmaken van de gemeente Antwerpen van Oost-Vlaanderen naar Antwerpen overgedragen
- 1 september 1963: de Nederlandstalige gemeenten Bever, met uitzondering van de gehuchten Groenstraat en Warresaet, en Sint-Pieters-Kapelle gaan van Henegouwen naar Brabant (sinds 1994 Vlaams-Brabant), evenals het gehucht Akrenbos van de gemeente Twee-Akren, dat bij Bever wordt gevoegd
- 1 september 1963: de Nederlandstalige gemeenten Attenhoven, Eliksem, Laar, Landen, Neerhespen, Neerlanden, Neerwinden, Overhespen, Overwinden, Rumsdorp, Waasmont, Walsbets, Walshoutem, Wange en Wezeren (sinds 1977 tezamen onderdeel van gemeente Landen) gaan van Luik naar Brabant (sinds 1994 Vlaams-Brabant)
- 1 september 1963: de Nederlandstalige gemeente Everbeek gaat van Henegouwen naar Oost-Vlaanderen, evenals de gehuchten Broeken, Koekomere en La Haute van de gemeente Elzele, die bij Ronse worden gevoegd, het gehucht d'Hutte van de gemeente Vloesberg, dat bij Opbrakel wordt gevoegd, en de gehuchten Donkerstrate en Haie-de-Viane die bij Viane worden gevoegd
- 1 september 1963: de grotendeels Franstalige gemeenten Moeskroen, Lowingen, Dottenijs en Herzeeuw (sinds 1977 tezamen onderdeel van gemeente Moeskroen) evenals Neerwaasten, Komen, Houthem, Ploegsteert en Waasten (sinds 1977 tezamen onderdeel van gemeente Komen-Waasten) gaan van West-Vlaanderen naar Henegouwen, evenals het gehucht Clef de Hollande van de gemeente Nieuwkerke en het gehucht Risquons-Tout van de gemeente Rekkem
- 1 september 1963: de Franstalige gemeenten Orroir, Amougies en Rozenaken gaan van Oost-Vlaanderen naar Henegouwen
- 1 september 1963: de Nederlandstalige gemeenten Moelingen, 's-Gravenvoeren, Sint-Martens-Voeren, Sint-Pieters-Voeren, Remersdaal en Teuven (sinds 1977 tezamen onderdeel van gemeente Voeren) gaan van Luik naar Limburg, evenals een strook grondgebied in het noorden van de gemeente Elch, die bij het Limburgse Rutten wordt gevoegd
- 1 september 1963: de Franstalige gemeenten Corswarem (onofficieel Korsworm), Wouteringen, Bitsingen, Eben-Emael, Ternaaien, Rukkelingen-aan-de-Jeker en Wonck gaan van Limburg naar Luik, evenals de gehuchten La Bosquée, Al Savate en Haut-Vinâve die respectievelijk bij de Luikse gemeenten Cras-Avernas, Elch en Glaaien worden gevoegd
- 1 januari 1977: Muizen gaat van Brabant naar Antwerpen en wordt bij de stad Mechelen gevoegd
- 1 januari 1977: Noville-sur-Mehaigne gaat van Brabant naar Namen
- 1 januari 1977: Boignée gaat van Henegouwen naar Namen
- 1 januari 1977: Seilles en Landenne gaan van Luik naar Namen
- 1 januari 1977: My en Arbrefontaine van Luxemburg naar Luik
- 1 januari 1977: Ambly, Fronville, Bure en Resteigne gaan van Namen naar Luxemburg
- 1 januari 1977: Sugny gaat van Luxemburg naar Namen
- 1 januari 2025: Zwijndrecht en Burcht gaan van Antwerpen terug naar Oost-Vlaanderen als deelgemeente van Beveren-Kruibeke-Zwijndrecht

In maart 2006 lanceerde het Diestse stadsbestuur het idee om de gemeentegrens met Halen, en dus ook de provinciegrens met Limburg, te wijzigen zodat ze gelijk zou lopen met de E314, maar dit leidde nog niet tot een officiële procedure tot grenswijziging.

### Functioneel

#### De provincieraad
Om de zes jaar worden de leden van de provincieraad (Frans: Conseil provincial) verkozen. Deze verkiezingen vinden gelijktijdig plaats met de gemeenteraadsverkiezingen. De eerste verkiezing voor de provincieraden die werd georganiseerd door de gewesten, was de verkiezing van oktober 2006. Enkel personen van de Belgische nationaliteit kunnen kiezen of verkozen worden. De provincieraad is in zekere zin de "wetgevende" macht. Ze neemt de beslissingen over alle materies van provinciaal belang en keurt de budgetten en de rekeningen goed.

#### De deputatie
Het dagelijks bestuur van de provincie wordt waargenomen door de deputatie (Frans: Collège provincial) die bestaat uit "gedeputeerden" (députés), elk met hun eigen bevoegdheid zoals milieu, onderwijs, economie enz.. Ze worden voorgedragen door de verkozen leden van de provincieraad.

#### De gouverneur
Aan het hoofd van een provincie staat een door de gewestregering benoemde gouverneur. In Vlaanderen is de gouverneur tevens voorzitter van de deputatie. In Wallonië neemt hij wel deel aan de vergaderingen, maar vervult er enkel de functie van vertegenwoordiger van de regering.

## Wetgeving
De basiswetgeving voor de organisatie, werking en bevoegdheden van de provincies is vastgelegd in:
- De Belgische Grondwet: onder meer artikel 41 dat de provincies de bevoegdheid toekent voor het regelen van provinciale belangen.
- De federale Provinciewet van 30 april 1836 (met aanpassingen). Hiervan zijn een aantal artikelen geldig gebleven omdat in de huidige stand van de staatshervorming de regionale overheden niet de bevoegdheid hebben om die te wijzigen. Het gaat om zaken die betrekking hebben op politie, federale verplichte uitgaven, de rechtsprekende taak van de deputatie, pensioenen, de tussenkomsten van het Rekenhof, de federale opdrachten van de gouverneur, de arrondissementscommissarissen en de verbindingsambtenaren gedetacheerd bij de gouverneur.
- De provinciekieswet van 19 oktober 1921 (en aanpassingen).
- De provinciedecreten. Ze vormen de basis voor de organisatie van de provincies en hun werking: voor het Vlaamse Gewest is dit het provinciedecreet van 9 december 2005 ; voor het Waals Gewest is dit het provinciedecreet van 12 februari 2004.
- De Code de la démocratie locale et de la décentralisation. De Waalse regering codificeerde bij besluit van 22 april 2004 de decreetgeving betreffende de plaatselijke besturen. Deze codificatie is het Wetboek van de plaatselijke democratie en de decentralisatie en bevat onder meer de bepalingen uit het provinciedecreet.
- Het Bestuursakkoord van 25 april 2003. Dit werd onderhandeld en ondertekend tussen het Vlaams, het provinciaal en het lokaal bestuursniveau en vormt het sluitstuk van het zogenaamde “kerntakendebat” waarbij de drie bestuursniveaus in Vlaanderen in 2002 discussieerden over effectief en burgergericht overheidsbestuur.

## Toekomst
Vooral na 2010 is in België veel gediscussieerd over het voortbestaan van de provincies. Veel politici vinden dat deze bestuurslaag door de invoering van de gewesten overbodig is geworden. De relatief weinige taken die de provincie nog heeft, kunnen vrij eenvoudig worden verdeeld over de gemeenten en de gewesten. Bovendien zou de afschaffing van de provincies de ingewikkelde staatkundige structuur van het land iets vereenvoudigen. Een argument tegen afschaffing is de rol die provincies hebben bij regionale zaken rond onder meer ruimtelijke ordening. Zonder provinciebestuur moeten dergelijke zaken door intercommunales worden opgelost, die minstens zo bureaucratisch (en niet democratisch gekozen) zijn. Verder bestaat de angst dat de grotere steden nog meer begunstigd worden en dat perifere provincies als West-Vlaanderen en Limburg daaronder zullen lijden.
In Vlaanderen is de N-VA de meest uitgesproken voorstander van afschaffing. Diverse kopstukken van die partij spraken zich hiervoor uit, en in de aanloop naar de gewestverkiezingen van 2019 maakte ze een belangrijk punt van de provincies. Ook politici van Open Vld en Groen hebben voor afschaffing gepleit. Vooruit en CD&V willen de provincies juist behouden. Onder invloed van die laatste partij, die in 2019 met N-VA en Open Vld de Vlaamse regering vormde, blijven de Vlaamse provincies voorlopig bestaan.
Ook in Wallonië wordt de discussie op brede schaal gevoerd. Het afschaffen van de provincies is daar onder meer een programmapunt van Ecolo. In 2017 nam de nieuwe Waalse regering van cdH en MR de afschaffing van de provincies op in het regeerakkoord.